# Delta-hullám
A delta-hullám egy agyi elektromosság, melyet a 0-4 Hertz közé eső intervallumon értelmezünk. Egyes, elsősorban alváskutatások terminológiájában a delta tartományba az 1 és 4 Hz közötti hullámokat sorolják, ilyenkor általában 1 Hz alatt lassú kérgi oszcillációról beszélnek, míg más tanulmányok 0,5 és 2 Hz között jelölik ki határait.

## Történeti háttér
Az első EEG-t Hans Berger valamivel több, mint 80 éve, 1929-ben rögzítette, mely javarészt alfa és delta hullámokból állt. Az EEG azóta népszerű módszerré vált, köszönhetően jó idői felbontásának.
Az EEG elektródok által érzékelt jel a neuronok nagyobb populációjának dendritikus aktivitásával (gátló és serkentő posztszinaptikus potenciálokkal, és küszöbalatti membránpotenciál oszcillációkkal) magyarázható, azonban téri felbontása limitált, így a regisztrátum generátoraként sok neuron együttes aktivitását tekinthetjük. Megoszlanak a vélemények arról, hogy a fejbőrről elvezetett bioelektromos jelek mely sávja tekinthető agyi eredetűnek, ahogyan az sem egyértelmű, hogy az egyes frekvenciasávok határait, valamint ezzel párhuzamosan élettani és kognitív funkciójukat hogyan definiáljuk. Azonban kategorizálásuk főbb szempontjaiban egyetértés mutatkozik: az oszcillációk, mint az idő függvényében változó elektromos aktivitások, leírhatók azok frekvenciájával, amplitúdójukkal és fázisukkal.

## Általános megállapítások
Általánosságban elmondható továbbá, hogy kognitív erőfeszítés hatására a deltában amplitúdó növekedés mérhető (Sauseng, 2008), valamint jelentős szerepe van a kiterjedt kérgi integrációban, továbbá a figyelmi- és nyelv folyamatokban is (Schürmann, 2001).

Egészséges felnőtteknél a delta mély alvásban (3. és 4. NREM (vagy lassú hullámú -SWS- alvás)-lásd később) az alvási fázisok kategorizációjára szolgál (a 3. fázisban kevesebb, mint 50% a delta jelenléte, míg a 4. fázisban 50%-nál több).

A delta hullámok gyakran együtt kerülnek említésre az alvásban megfigyelhető ún. K-komplexekkel. A K-komplexek többnyire 100 µV-nál nagyobb mérhető amplitúdóval, javarészt egy korai negatív, majd ezt 350-550 ms-mal követő pozitív és 900 ms-nál újból jelentkező negatív feszültségcsúcsokból állnak. Jelentőségük az alvás alatt érkező kritikus ingerek feldolgozásában, illetve az alvás alatti memóriakonszolidációban van. A K-komplexek és a hippokampális ún. sharp wavek (melyek a CA3 régióban keletkező gyors, depolarizáló potenciálok) viszonyát több tanulmány is vizsgálta. Born és munkatársai (Born, 2006) időben korreláló jelenségként írták le e kettőt, a hippokampusz mezőpotenciáljait és a prefrontális kéregről elvezetett EEG-t vizsgálva. A szerző leírja, hogy a CA1 régió aktivitása megközelítőleg 30 ms-mal megelőzi a kérgit, így a két jelenség egymással ok-okozati viszonyban állhat.
Az SWS alvás során megfigyelhető, nagyrészt prefrontális eredetű „up state-down state” állapotok közül az „up state”-ek a neokortikális neuronok depolarizációjával, míg a „down state”-ek ezek hiperpolarizációval jellemezhetők. A lassú oszcilláció jelenléte során a teljes kérgi hálózat neuronjainak membránpotenciálja két állapot között ingadozik. Depolarizált állapot során a membránpotenciál tüzelési küszöbhöz közeli, ezért a neuron akciós potenciált generál (ún. „up state”), míg a hiperpolarizált állapotban (ún. „down state”) a membránpotenciál csökkent, így nincs megfigyelhető neuronális kisülés sem. Macskák agykérgére helyezett elektródon az „up state” során pozitivitás, míg „down state” alatt negativitás figyelhető meg (Steriade és Timofeev, 2003). Továbbá „up state”-ek során gyors frekvenciájú oszcillációk jelennek meg, míg „down state” alatt eltűnnek. Ezen állapotokat a legtöbb alváskutató közvetlen összefüggésbe hozza a már tárgyalt K-komplexekkel (Born, 2006).

## A delta eredete
A delta generátorai valószínűleg neokortikális és talamokortikális hálózatok. 
Általánosságban elmondható, hogy az alvásra jellemző oszcillációkhoz –így a deltához is–  elsődlegesen a talamikus GABAerg retikuláris (RE) és TC (talamokortikális) neuronok köthetők (Steriade, 2009). 
A kérgi sejtek nyúlványai a talamuszban serkentik mind a RE, mind a TC sejteket. A TC sejtek a kéreggel és a RE sejtekkel is kapcsolatban állnak, míg a RE sejteknek nincsenek kérgi vetületei, csupán a TC sejtekhez kapcsolódnak, így hozva létre intratalamikus gátló kört.

## Delta az alvás során
Az alvás két nagy alapállapota különböztethető meg: a gyors szemmozgásokkal jellemezhető REM (rapid eye movement-gyors szemmozgás) és a lassú hullámú (slow wave sleep, SWS, vagy NREM: non-REM). 
Az (NREM) alvás során három főbb oszcilláció különíthető el: az alvási orsók, a delta oszcillációk és a lassú kérgi oszcillációk. 
- Az alvási orsók 7-14 Hz-es frekvenciával, az alvás korai stádiumaiban jelennek meg, és valószínűleg a talamusz generálja őket.
- A delta oszcillációk alvási tanulmányokban (Steriade, 2009) 1-4 Hz frekvenciával, a későbbi NREM fázisokban regisztrálhatók és két komponensből állnak, melyekből az egyik generátorai a neokortexben találhatók, a másik talamikus eredetű, in vivo regisztrálható. A jelenség valószínűleg a TC sejtek hiperpolarizációjával függ össze és annak ellenére, hogy sejt szinten generálódik, az egész EEG-ben kifejeződik, mert a TC sejtek a már korábban említett kortikotalamikus körök hatására szinkronizálódnak (Steriade, 1991).
- A lassú kérgi oszcillációkat (1 Hz alatt, tipikusan 0,6-0,9 Hz) altatott állatokban, intracelluláris elvezetések közben írták le, később hasonló jelenséget tapasztaltak természetes NREM alatt macskában és emberben (Achermann, 1997) is. Valószínűleg a kérgi hálózatok működése áll a hátterében, mert állatkísérletekben a talamusz roncsolása után még kimutatható volt, azonban a kéreg eltávolítását követően már nem (Timofeev, 1996).

A fentiekből jól látszik, hogy annak ellenére, hogy a hagyományos értelemben vett delta tartomány kérgi oszcillációnak tekinthető, legalább két olyan ritmus is fellelhető benne, melyek a talamuszból és a neokortexből származnak.

## A delta változása az életkorral
Csecsemőkre jellemző, hogy idejük jelentős részét lassúhullámú alvással töltik és így nagyobb delta aktivitás figyelhető meg náluk, azonban újszülöttekről éber állapotban elvezetett agyi aktivitásukban is domináns a delta szerepe. A gyermekek ötéves koráig ez a megállapítás igaz, majd a delta aktivitás lassúhullámú alvás során kamaszkorra folyamatosan csökken.
Ez a csökkenés az életkor során folyamatosan csökken, legkifejezettebben 60 és 70 éves kor között, noha egyes szerzők szerint ez a trend lineáris (Colrain, 2008), majd 75 éves korra a 4. stádiumú alvás és az alvás során tapasztalható delta hullámok szinte teljesen eltűnnek.

## Delta sávban mutatkozó változások kognitív erőfeszítés hatására
Humán EEG vizsgálatok során a különböző frekvenciájú oszcillációs aktivitás szerepe az egyes kognitív folyamatokban a feladathelyzet követelményeinek manipulációjával vizsgálható. Az adott oszcilláció spektrális teljesítményének vagy fázisszinkronizációjának feltételek közötti összehasonlításával következni lehet annak funkcionális jelentőségére is. Több tanulmányban is leírtak kognitív erőfeszítéssel együtt járó delta-változásokat, melyeket Basar összefoglalója alapján (Basar, 2001) ismertetünk.
Kognitív erőfeszítéshez köthető változások során a delta frekvenciatartományba eső EEG-jellemzők értelmezését nehezíti sok műtermék-jellegű komponens is, azonban az ilyen vizsgálatok alapját rendre két vagy több mért érték közötti feladaton belüli összehasonlítás képezi.
- Basar (Basar, 1980) korai megállapítása alapján a fáziskötött delta valószínűleg a legfontosabb információfeldolgozó jel alvó macskában.
- Schürmann és munkatársai (Schürmann, 1995) vizuális oddball helyzetben parietális területeken figyelték meg a maximális, delta sávban mért amplitúdót, míg auditoros ingerlés esetén a legmagasabb delta válasz a centrális és frontális területeken volt kimutatható.
- Basar és munkatársai (Basar-Eroglu, 1992) oddball helyzetben a delta amplitúdónövekedését mutatták ki, melyből a tárgyalt tartomány és a szignáldetekció, valamint a döntéshozatal kapcsolatára következtettek. Ezt később Basar megerősítette (Basar, 1999). Utóbbi vizsgálatában a hallásküszöbnél prezentált ingerekre adott válaszokat vizsgálta emberen és delta oszcillációt figyelt meg a jelenség kapcsán.
- Näätänen egy speciális hullámformát írt le, melyet nem figyelt deviáns inger váltott ki emberekben (Näätänen, 1992). Ezt az irodalom ma eltérési negativitásként ismeri, mely jelet delta és theta sávba eső hullámok lineáris kombinációjaként lehet leírni.
- Lakatos és munkatársai (Lakatos, 2008) állatkísérletes modellben vizsgálták a kognitív teljesítmény hatására változó delta tartományt. Többek közt összefüggést találtak a delta fázisa és a kiváltott válasz amplitúdója, valamint a reakcióidő között is.

Az előbbi tanulmányok alapján igazolható a kognitív erőfeszítéstől függő humán delta oszcilláció jelenléte. Újabb elképzelések szerint a delta oszcillációs aktivitás az elvárási hatás és feladat-releváns inger feldolgozását közvetíti. Ezen feltételezéseket olyan vizuális és auditoros vizsgálati helyzetekben demonstrálták, melyekben folyamatos, időben ritmusosan strukturált ingerbemutatást használtak fel (Stefanics, 2010). Számos jelentős inger együttese esetén, mint vokális kommunikáció vagy biológiai mozgás, melyeknek könnyen prediktálható idői ritmusa van, a lassú frekvenciás ritmusok általános oszcillatorikus keretet szolgáltatnak az információfeldolgozás számára.

## A delta egyéb élettani vonatkozásai
Már az EEG korai időszakában is kísérleteztek epilepsziás betegek tumor és lézió feltárásával a delta hullámok alapján (Walter, 1936). Azóta más betegségek, mint a szkizofrénia vizsgálata során emelkedett delta aktivitást találtak betegeknél, mely az alvás SWS 3. és 4. fázisában az egészséges csoporthoz viszonyítva csökkent (Alfimova, 2003).
Bizonyos kutatások kimutatták, hogy a nők elektromos agyi aktivitása nagyobb százalékban tevődik össze delta hullámokból, mint a férfiaké, azonban ez csak a korai felnőttkorra válik nyilvánvalóvá (Ehlers, 1997). Idős korban szintén megfigyeltek nemi különbségeket, a férfiak delta-aktivitása jelentősebb mértékben csökkent.
Alkoholistáknál – nőknél és férfiaknál egyaránt – kimutatták, hogy alkohol hatására a lassúhullámú alvás, valamint a deltában mért teljesítmény egyaránt csökkent (Colrain, 2009).
A delta sávban tapasztalható hiperszinkronizációt szintén alvási rendellenességekkel (alvási instabilitás) együtt írták le. További alvási rendellenességekkel is kapcsolatba hozták a deltát (és a lassúhullámú alvást), úgy mint az alvajárás, az alvás közbeni beszéd (Goldstein, 2011).